# العلاقات الأوزبكستانية الكونغوية
العلاقات الأوزبكستانية الكونغولية هي العلاقات الثنائية التي تجمع بين أوزبكستان وجمهورية الكونغو.

## مقارنة بين البلدين
هذه مقارنة عامة ومرجعية للدولتين:
| وجه المقارنة                                              | أوزبكستان       | [[تصنيف:صفحات تستخدم رمز علم غير موجود\|]] جمهورية الكونغو |
| --------------------------------------------------------- | --------------- | ---------------------------------------------------------- |
| المساحة (كم2)                                             | 448.98 ألف      | 342.00 ألف                                                 |
| عدد السكان (نسمة)                                         | 32.39 مليون     | 5.26 مليون                                                 |
| الكثافة السكانية (ن./كم²)                                 | 72.14           | 15.38                                                      |
| العاصمة                                                   | طشقند           | برازافيل                                                   |
| اللغة الرسمية                                             | اللغة الأوزبكية | لغة فرنسية                                                 |
| العملة                                                    | سوم أوزبكستاني  | فرنك وسط أفريقي                                            |
| الناتج المحلي الإجمالي (بليون دولار)                      | 48.72 مليار     | 8.72 مليار                                                 |
| الناتج المحلي الإجمالي (تعادل القوة الشرائية) بليون دولار | 190.50 مليار    | 29.48 مليار                                                |
| الناتج المحلي الإجمالي الاسمي للفرد دولار أمريكي          | 2.13 ألف        | 1.85 ألف                                                   |
| الناتج المحلي الإجمالي للفرد دولار أمريكي                 | 5.57 ألف        |                                                            |
| مؤشر التنمية البشرية                                      | 0.675           | 0.591                                                      |
| رمز المكالمات الدولي                                      | +998            | +242                                                       |
| رمز الإنترنت                                              | .uz             | .cg                                                        |
| المنطقة الزمنية                                           | ت ع م+05:00     | ت ع م+01:00                                                |

## منظمات دولية مشتركة
يشترك البلدان في عضوية مجموعة من المنظمات الدولية، منها:
| علم المنظمة | اسم المنظمة                               | تاريخ انضمام أوزبكستان | تاريخ انضمام جمهورية الكونغو |
| ----------- | ----------------------------------------- | ---------------------- | ---------------------------- |
|             | البنك الدولي للإنشاء والتعمير             | 21 سبتمبر 1992         | 10 يوليو 1963                |
|             | يونسكو                                    | 26 أكتوبر 1993         | 24 أكتوبر 1960               |
|             | وكالة ضمان الاستثمار متعدد الأطراف        | 4 نوفمبر 1993          | 16 أكتوبر 1991               |
|             | منظمة الشرطة الجنائية الدولية             | ?                      | ?                            |
|             | مؤسسة التمويل الدولية                     | 30 سبتمبر 1993         | 1 أكتوبر 1980                |
|             | الأمم المتحدة                             | 2 مارس 1992            | 20 سبتمبر 1960               |
|             | مؤسسة التنمية الدولية                     | 24 سبتمبر 1992         | 8 نوفمبر 1963                |
|             | الفريق المعني برصد الأرض                  | ?                      | ?                            |
|             | منظمة حظر الأسلحة الكيميائية              | ?                      | ?                            |
|             | المركز الدولي لتسوية المنازعات الاستشارية | 25 أغسطس 1995          | 14 أكتوبر 1966               |

## وصلات خارجية
- موقع وزارة الخارجية الأوزبكستانية